# اختبار تحديد القضايا
اختبار تحديد القضايا أو DIT هو أحد مكونات نموذج النمو الأخلاقي الذي وضعه جيمس ريست في عام 1979. وقد أنشأت جامعة مينيسوتا رسميًا مركزًا لدراسة النمو الأخلاقي كوسيلة للبحث المتعلق بهذا الاختبار في عام 1982.
- يستخدم اختبار تحديد القضايا مقياسًا من نوع ليكرت من أجل تقديم تقييمات كمية وتصنيف القضايا المحيطة بالمعضلات الأخلاقية الخمس المختلفة أو القصص. ويقوم المستجيبون على وجه التحديد بتقييم 12 قضية من حيث أهميتها للمعضلة المقابلة لها ومن ثم ترتيب القضايا الأربع الأكثر أهمية. إن عبارات القضية التي يقوم المستجيبون بالاستجابة لها ليست مواقف متطورة بشكل كامل وهي تندرج تحت جانب أو آخر من جوانب المعضلة المطروحة. وبالأحرى يتم تصورها كأجزاء من التفكير المنطقي التي يجب على المستجيبين إبراز معناها. ويتم إبراز المعنى بواسطة مخططات التفكير المنطقي الأخلاقي (تم توضيح كل واحدة منها أدناه). إن المخطط هو تمثيل عقلي للمحفز قد تمت مصادفته من قبل، والذي يسمح للفرد بفهم المحفز الذي يختبره حديثًا ولكنه ذو صلة. ولذا فعندما يقرأ المستجيب العبارة الخاصة بإحدى القضايا فإن ذلك يكون مفهومًا بالنسبة له فضلاً عن التسبب في المخطط المفضل، وتعطى هذه العبارة تقييمًا وترتيبًا مرتفعًا. وعلى العكس عندما يقرأ المستجيب العبارة الخاصة بإحدى القضايا فإما أن يتم تأويلها بوصفها بدون معنى أو أنها شديدة التبسيط، فإن العنصر يحصل على تقييم منخفض. أنماط التقييم والترتيب تكشف عن معلومات تتعلق بثلاثة مخططات محددة من التفكير المنطقي الأخلاقي: مخطط الاهتمامات الشخصية ومخطط الحفاظ على المعايير ومخطط المسؤولية عن عواقب الاختيار. يعتبر مخطط الاهتمامات الشخصية بمثابة المستوى المتقدم الأقل تطورًا من التفكير المنطقي الأخلاقي. والعمل بشكل رئيسي عند مستوى الاهتمامات الشخصية فإن المستجيب يراعي من يكون بطل القصة أو أولئك القريبين منه وهل يتعين عليه الربح أو الخسارة. ويعتبر مخطط الحفاظ على المعايير أكثر تطورًا من مخطط الاهتمامات الشخصية حيث أنه يؤكد على ما يتخطى الشخص. عند مستوى الحفاظ على معايير التفكير المنطقي، فإن القانون والسلطة يمثلان أهمية، حيث أن كليهما يساعد في المحافظة على النظام الاجتماعي، والذي يعد الهدف الأسمى لهذا المخطط. لذا فإن المستجيب الذي يستخدم في الغالب هذا المخطط سوف يراعي ما يتعين عليه القيام به من أجل التوافق مع النظام الاجتماعي للمجتمع. وفي النهاية يعتبر مخطط المسؤولية عن عواقب الاختيار بمثابة المستوى المتقدم الأكثر تطورًا. وعند مستوى التفكير المنطقي الخاص بالمسؤولية عن عواقب الاختيار، لا يتم قبول القوانين ببساطة على نحو أعمى (كما هو الحال مع مخطط الحفاظ على المعايير)، ولكن يتم تمحيصه من أجل ضمان توفير المنافع للمجتمع بأسره. ومن ثم فإن المستجيب الذي يستخدم غالبًا هذا المخطط سوف يركز على ما هو أفضل للمجتمع ككل. فعلى سبيل المثال كانت حركة الحقوق المدنية نتيجة للتفكير المنطقي الخاص بالمسؤولية عن عواقب الاختيار، حيث كان المناصرون يهتمون بشكل أكبر بتأثير (عدم) المساواة على المجتمع ككل. وتجدر الإشارة إلى أنه على الرغم من أن الفرد قد يعتمد بشكل أكبر على أحد المخططات المذكورة أعلاه، إلا أن التفكير المنطقي الأخلاقي يتحدد عادة بواسطة جميع المخططات بدرجات متفاوتة.
يطلق على اختبار تحديد القضايا اسم «نظرية كولبرغ الجديدة» من قبل واضعيه حيث أنه يؤكد على التعرف وبناء الشخصية والنمو والتفكير الأخلاقي الخاص بالمسؤولية عن عواقب الاختيار - يعكس عمل لورنس كولبرغ والمراحل الخاصة بالتطور الأخلاقي.

## وصلات خارجية
- An example dilemma used in the Defining Issues Test - The Heinz Dilemma
- A doctoral dissertation using the Defining Issues Test
- Does the Defining Issues Test measure psychological phenomena distinct from verbal ability? : An examination of Lykken's query. Journal of personality and social psychology, 1995.
- Thoma, S.J. (2006). Research using the Defining Issues Test. In Killen and Smetana (Eds.), Handbook of Moral Psychology. L. Erlbaum: Mawah, NJ.
- Thoma, S.J., Derryberry, P., & Narvaez, D. (2009). The distinction between moral judgment development and verbal ability: Some relevant data using socio-political outcome variables. High Ability Studies, 20 (2). 173-185.